# 彗髮

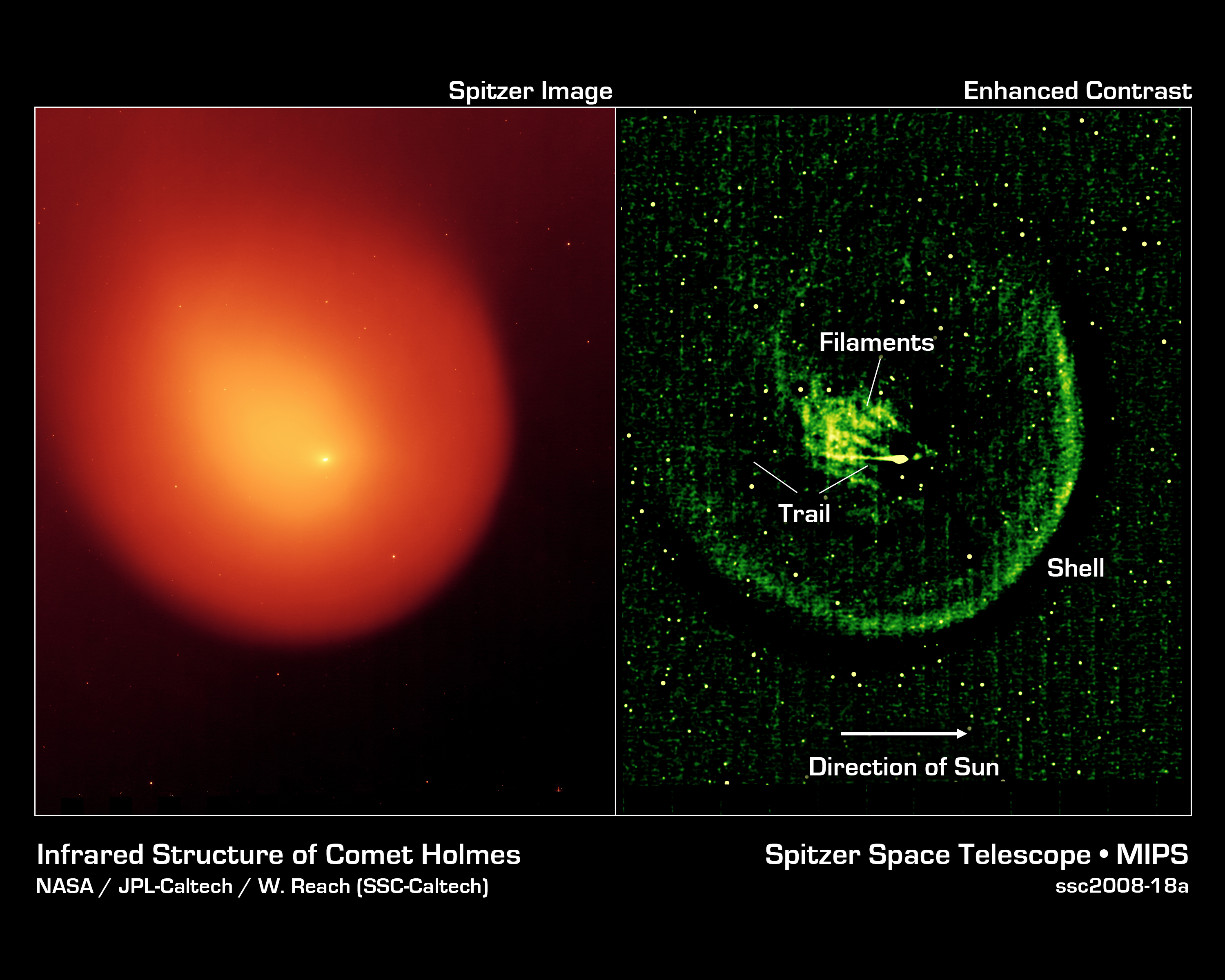
用紅外線太空望远镜所看到的霍姆斯彗星的结构。

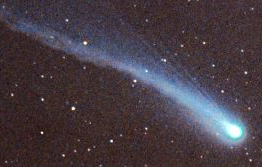
池谷-張彗星展現出明亮且堅實的彗髮。（2002年3月）

彗髮（英語：coma），是環繞在彗核周圍的雲狀物。彗星在繞太陽的軌道上運轉，當接近太陽時，太陽的熱力會使彗核物質熔解並昇華為氣體，就形成了彗髮；但要注意的是，彗髮並不包括彗尾（下段另述）。
彗髮的成分通常是冰與塵埃。当彗星处于距离太阳的3-4个天文单位内时，从彗核流出时的挥发物中的水占据比例高达90％。在H2O母体分子主要是通过光解和一个更小的程度上光电离被破坏。相比光化学，太阳风在水的破坏起到一个小角色。大的塵埃顆粒會沿著軌道散佈，而小的顆粒會被來自太陽的光壓推離，成為拖曳在後的彗尾。
彗髮使得彗星的外觀在望遠鏡的觀測下呈現「模糊」的容貌，因而很容易與恆星區別。美國的國家航空暨太空總署的星塵號太空船曾經深入威爾德二號彗星探測，並帶回彗髮中的顆粒樣本。